# The Last Fishing Boat
The Last Fishing Boat és una pel·lícula dramàtica de Malawi, realitzada l'any 2012, escrita, dirigida i produïda per Shemu Joyah.}} La pel·lícula és protagonitzada per Hope Chisanu, Flora Suya i Robert Loughlin en els papers principals. La trama de la pel·lícula es basa en les diferències culturals entre els valors africans tradicionals i la modernització. La pel·lícula va guanyar el premi a la millor banda sonora als 9è premis de l'Acadèmia de Cinema d'Àfrica. La pel·lícula es va projectar al New African Films Festival de 2014.

## Sinopsi
En moment present un pescador d'èxit (Hope Chisanu) es troba amb dificultats extremes mentre els seus aspectes i valors culturals es veuen amenaçats per la ràpida expansió del sector turístic a Malawi. Les coses canvien al revés ja que el seu fill (Robert Kalua), en canvi, s'ha convertit en guia turístic. A més d'aquesta frustració, la seva tercera dona (Flora Suya) li és infidel mantenint una relació sexual amb un altre home anomenat Richard (Robert Loughlin) que és un turista blanc. Richard està disposat a pagar-li grans sumes de diners per dormir amb ella al llit.

## Repartiment
- Hope Chisanu com a pescador
- Robert Kalua com a fill del pescador
- Flora Suya com a dona del pescador
- Robert Mcloughlin com a David, turista blanc
- Marian Kunonga

## Producció
El projecte va suposar la segona aventura en el món de la direcció de Shemu Joyah després de Seasons of a Life (2009). La fotografia principal de la pel·lícula va començar el 2012 i es va rodar principalment a la vora del llac Malawi a Mangochi.

## Premis i nominacions
La pel·lícula va rebre un total de cinc nominacions als Africa Movie Academy Awards 2013 i va guanyar el premi a la millor banda sonora. La pel·lícula també va guanyar el premi a la millor narrativa al Festival de cinema africà de Silicon Valley de 2013.
| Any  | Premi                                        | Categoria                                           | Resultat  |
| ---- | -------------------------------------------- | --------------------------------------------------- | --------- |
| 2013 | 9ns Premis de l'Acadèmia del Cinema d'Àfrica | Millor pel·lícula                                   | Nominat   |
| 2013 | 9ns Premis de l'Acadèmia del Cinema d'Àfrica | Millor director : Shemu Joyah                       | Nominat   |
| 2013 | 9ns Premis de l'Acadèmia del Cinema d'Àfrica | Millor actriu en un paper protagonista - Flora Suya | Nominat   |
| 2013 | 9ns Premis de l'Acadèmia del Cinema d'Àfrica | Millor pel·lícula en llengua africana               | Nominat   |
| 2013 | 9ns Premis de l'Acadèmia del Cinema d'Àfrica | Millor banda sonora                                 | Guanyador |
| 2013 | Festival de cinema africà de Silicon Valley  | Millor Narrativa                                    | Guanyador |